# Casa de Matthias Corvinus de Cluj-Napoca
La casa de Matthias Corvinus de Cluj-Napoca (o també Casa Matia), originàriament "Stefan Kolb House", és un dels monuments arquitectònics més antics de Cluj (cod LMI CJ-II-mA-07393, codi RAN 54984.75), l'únic palau de Cluj del període de transició del gòtic a l'estil renaixentista.
En aquest edifici de l'edat mitjana, situat a la str. Esperit Sant núm. 258 i actualment al carrer Matei Corvin núm. 6, va néixer el rei Maties Corví (en romanès Matei Corvin).

## Històric
L'edifici es va construir al segle xv i es troba dins del primer recinte de defensa de l'antiga fortalesa. Pertanyia originalment al patrici saxó Stefan Kolb. Segons altres fonts, també es va utilitzar com a fonda, i el 1740 va ser comprada per la ciutat de Cluj, complint altres finalitats, com la presó o l'hospital. El 1887, l'emperador Francesc Josep va visitar la ciutat, ocasió en què es va col·locar una placa commemorativa a l'edifici, dissenyada per Lajos Pakey i feta per l'escultor György Zala. La placa encara existeix avui en dia i el text hongarès que hi ha gravat és:
Va néixer en aquesta casa el 27 de març de 1443, 
Maties el Just, 
fill de Ioan de Hunedoara i Elisabeta Szilagyi.
Gràcies al gran rei
va alleujar el seu lloc de naixement de totes les càrregues.
El príncep de Transsilvània, Gheorghe Rakoczi II
va reforçar els privilegis d'aquesta casa.
El nostre rei apostòlic, Francesc Josep I,
va honrar amb la seva visita el 23 de setembre de 1887,
i, amb una generosa donació, es va encarregar de
ser destinat al record etern.
Anunciant la pietat i l'estima, aquesta placa commemorativa era
situada a la ciutat lliure reial de Cluj al lloc de naixement del
seu fill gran. 1888.
Matia Corvin, fill del voivoda de Transsilvània Ioan de Hunedoara, va néixer en aquesta casa el 23 de febrer de 1440. Posteriorment, es va convertir en rei d'Hongria entre 1458 i 1490, essent considerat un dels més grans monarques hongaresos. El rei va decidir eximir l'edifici d'impostos i taxes, una exempció que van seguir els governants posteriors.
El 22 d'octubre de 1902 s'hi va obrir el local Museu de la Societat Carpàtica Transsilvània, un dels museus més bells de Transsilvània en aquella època, dedicat al turisme, l'etnografia i la balneologia. Aquí es va exposar una col·lecció de més de 7.000 objectes, entre ceràmica, brodats, eines agrícoles, ports, articles per a la llar rurals. Dues de les estances de l'edifici tenien la finalitat d'evocar la memòria de Maties Corvin, essent exposades les 7 maquetes que van competir al concurs el 1894 per a la creació de l'estàtua de Matei Corvin. Més de 2.000 volums de la col·lecció havien estat donats pel professor universitari Otto Hermann. El museu va funcionar fins al 1935.
Després de la Segona Guerra Mundial, l'edifici va allotjar durant un temps un col·legi, i després la Universitat d'Art i Disseny, que encara l'utilitza avui en dia. El 1996 s'hi va instal·lar una placa commemorativa en romanès i anglès.

## Descripció

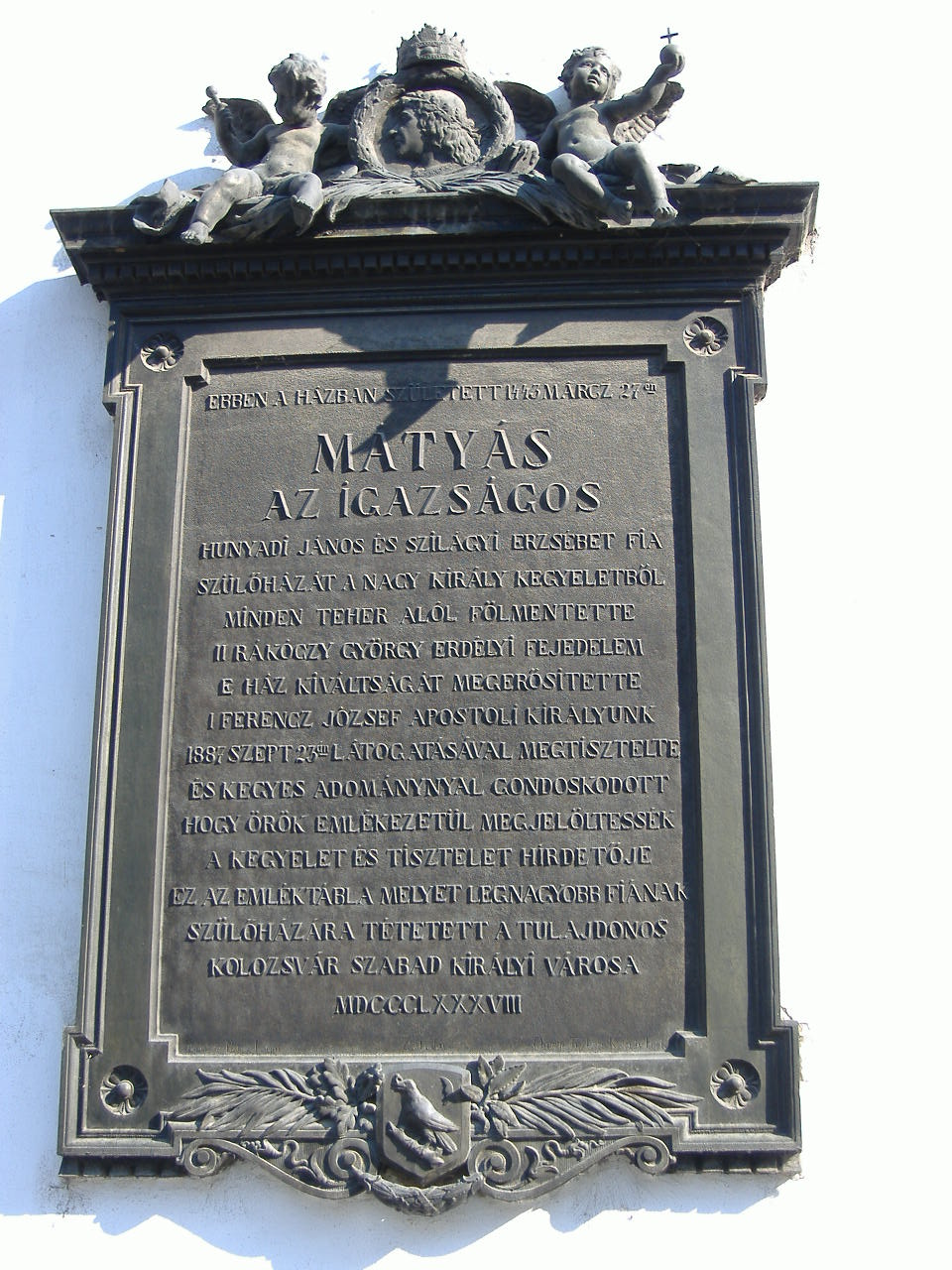
Placa commemorativa

Construïda en estil gòtic, la Casa Matia ha experimentat diversos canvis i adaptacions als nous estils al llarg del temps. D'aquesta manera, en la primera meitat de segle 16, una sèrie d'elements arquitectònics del renaixement s'hi van afegir. A finals del segle xix, en un estat avançat de degradació, es va restaurar introduint una sèrie d'elements específics de l'estil dels anys 1900. Va ser restaurada de nou el 1940 per l'arquitecte Károly Kós i, després, durant el període comunista, es van suprimir molts dels canvis fets a partir dels anys 1900.